# گرینزبرگ (کانزاس)
گرینزبورگ (به انگلیسی: Greensburg) شهری در ایالت کانزاس کشور ایالات متحده آمریکا است که جمعیت آن در سرشماری سال ۲۰۱۰ میلادی، ۷۷۷ نفر بوده‌است.

## نگارخانه

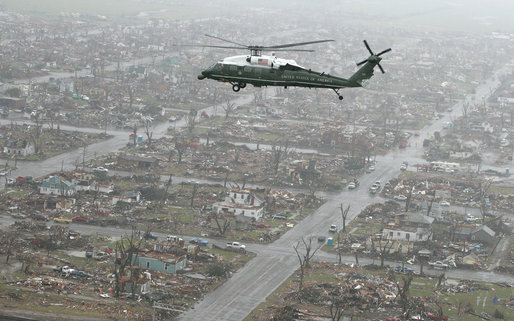
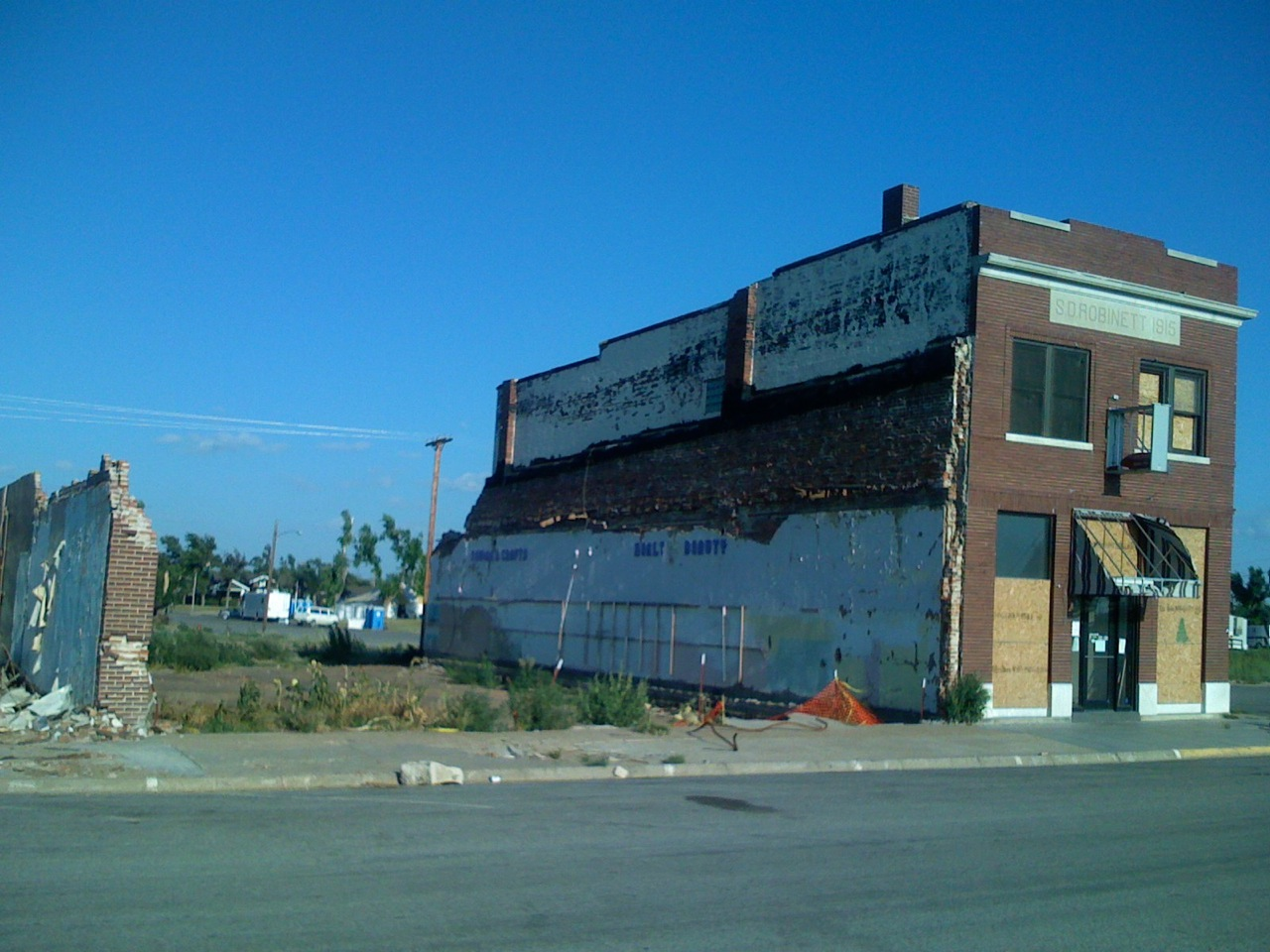
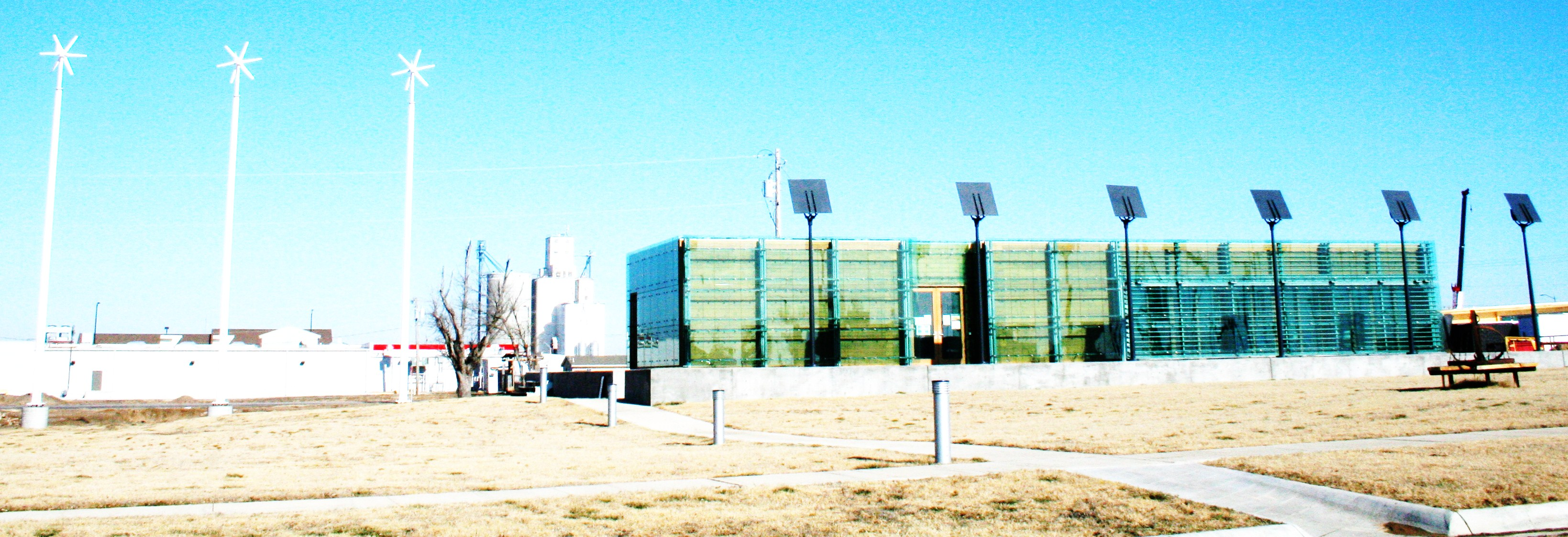
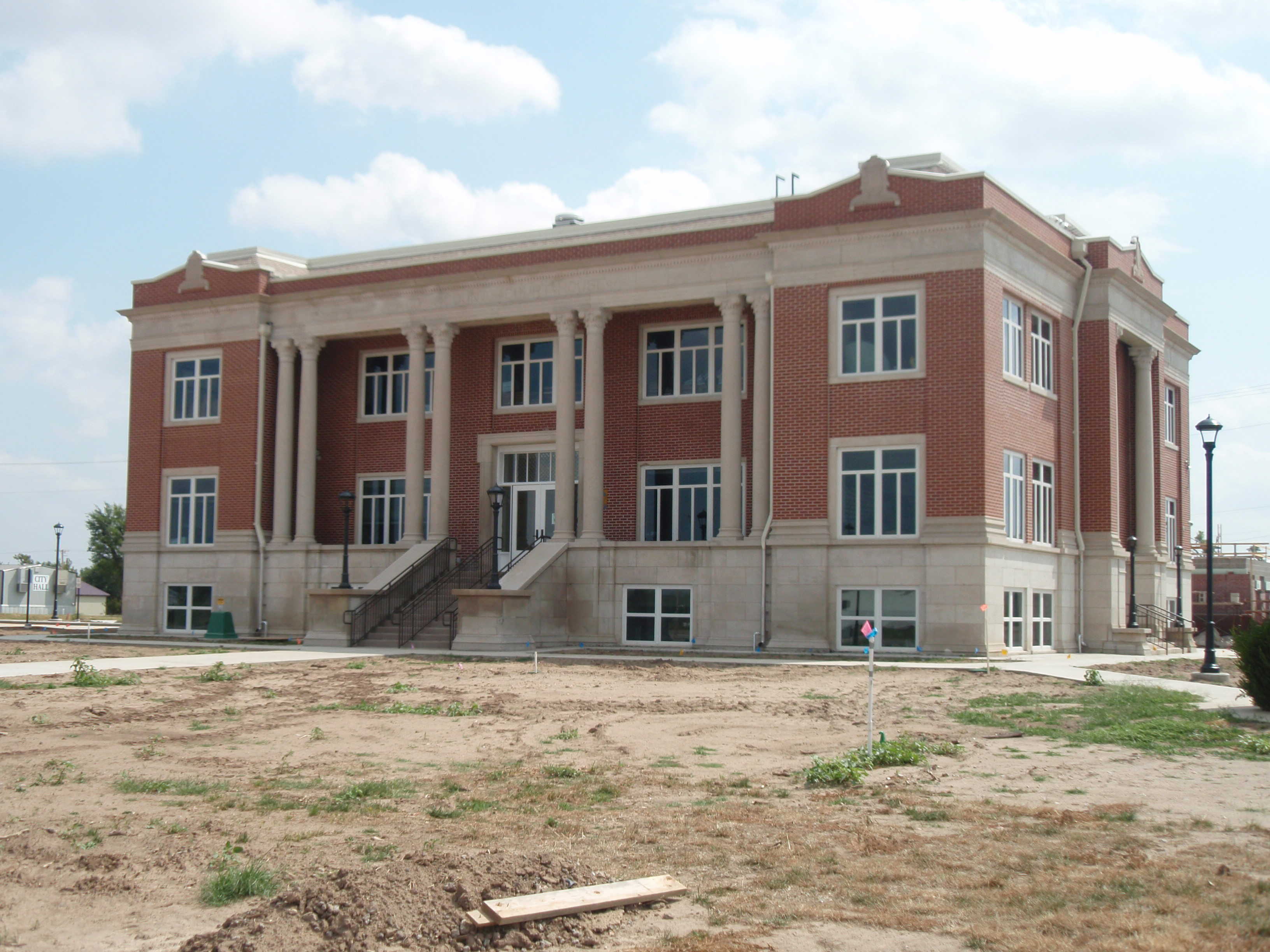